# Gare de Saint-Sulpice-Laurière
Gare de Saint-Sulpice-Laurière vasútállomás Franciaországban, Saint-Sulpice-Laurière településen.

## Vasútvonalak
Az állomást az alábbi vasútvonalak érintik:
- Orléans–Montauban-vasútvonal
- Montluçon-Saint-Sulpice-Laurière-vasútvonal

## Kapcsolódó állomások
A vasútállomáshoz az alábbi állomások vannak a legközelebb:
- Gare de Bersac (Gare des Aubrais - Orléans, Orléans–Montauban-vasútvonal)
- Gare de La Jonchère (Gare de Montauban-Ville-Bourbon, Orléans–Montauban-vasútvonal)
- Gare de Marsac